# 올림픽 모로코 선수단
올림픽 모로코 선수단은 모로코 대표로 올림픽에 참가하는 선수단이다. 모로코는 1960년 올림픽에 처음 참가한 이래로 1980년 하계 올림픽에 대한 미국 주도의 보이콧에 참가한 경우를 제외하고는 매년 하계 올림픽에 선수단을 파견해 왔다. 모로코도 1976년 올림픽을 보이콧했고, 처음에 대표단을 보낸 뒤 철수했다. 이로써 모로코는 올림픽과 무관한 남아프리카 공화국의 아파르트헤이트 팀과의 올 블랙스 럭비 경기 이후 뉴질랜드의 참가에 항의하여 대부분의 아프리카 국가들의 올림픽 보이콧에 동참했다. 단 한 명의 모로코 대표만이 조국이 철수하기 전에 경쟁할 시간을 가졌다. 압더햄 나짐(Abderahim Najim)은 복싱 부문 남자 라이트 플라이급 이벤트에 참가했지만 첫 번째이자 유일한 경기에서 패했다.
모로코는 1968년부터 7차례 동계올림픽에 참가했다.
모로코 선수들은 육상에서 20개, 복싱에서 4개 등 총 24개의 메달을 획득했다. 금메달 2개와 은메달 1개를 획득한 히참 엘 게루즈(Hicham El Guerrouj), 금메달 1개와 동메달 1개를 획득한 사이드 아오이타(Saïd Aouita), 은메달 1개와 동메달 1개를 획득한 하스나 벤하시(Hasna Benhassi)가 모로코의 3개 다메달 획득자이다.
모로코 올림픽 위원회는 1959년에 창설되었다.

## 종목별 메달 집계
| 경기 | 금 | 은 | 동 | 합계 |
| ---- | -- | -- | -- | ---- |
| 육상 | 6  | 5  | 8  | 19   |
| 복싱 | 0  | 0  | 4  | 4    |
| 합계 | 6  | 5  | 12 | 23   |

## 같이 보기
- 분류:모로코의 올림픽 참가 선수